# Claire Denis
Claire Denis (Parigi, 21 aprile 1946) è una regista e sceneggiatrice francese.
Il suo lungometraggio Beau Travail (1999) è stato definito uno dei più grandi film degli anni '90 e di tutti i tempi. Il suo lavoro ha affrontato tematiche legate all’Africa occidentale sia in epoca coloniale che postcoloniale, oltre a questioni della Francia contemporanea, contribuendo in modo significativo alla ridefinizione dell’identità cinematografica europea.
Tra le sue opere più acclamate si ricordano Cannibal Love - Mangiata viva (2001), 35 rhums (2008), White Material (2009), High Life (2018) e Incroci sentimentali (2022), film per il quale ha ricevuto l'Orso d'Argento come miglior regista al 72° Festival Internazionale del Cinema di Berlino. Per Stars at Noon - Stelle a mezzogiorno (2022), Denis ha vinto il Gran Prix al Festival di Cannes 2022, condividendo il premio con Close di Lukas Dhont.

## Biografia
Nasce a Parigi il 21 aprile 1948, ma cresce in Africa fino a 13 anni. Si è laureata nel 1972 all'IDHEC, la scuola francese di cinema e ha prima lavorato come assistente di Jacques Rivette, Costa-Gavras, Jim Jarmusch, Andrej Tarkovskij e Wim Wenders. Il suo film d'esordio Chocolat (1988), una riflessione sul colonialismo, ha conquistato la critica. Seguono Al diavolo la morte (1990), US Go Home (1994), Nénette e Boni (1996), Beau Travail (1999) ispirato al racconto Billy Budd, marinaio di Herman Melville, Cannibal Love - Mangiata viva (2001) e Vendredi Soir (2003), che la confermano come regista "capace di riconciliare il lirismo del cinema francese con l'impulso di catturare la faccia spesso aspra della Francia contemporanea".

## Arte
La maggior parte delle opere di Denis utilizza il lavoro in esterni piuttosto che in studio. A volte posiziona i suoi attori come se fossero in posizione per una fotografia. Utilizza riprese più lunghe con una telecamera fissa e inquadra i soggetti con campi lunghi, riducendo i primi piani. Ma l'attenzione cinematografica e tematica di Denis rimane sempre incessantemente sui volti e sui corpi dei suoi protagonisti. Il corpo del soggetto nello spazio e il modo in cui il terreno, le condizioni meteorologiche e il colore del paesaggio influenzano e interagiscono con i soggetti umani dei suoi film mantengono il predominio cinematografico.
Tim Palmer esplora il lavoro di Denis, autoproclamata formalista e brillante stilista cinematografica di per sé, un approccio che Denis ha più volte dichiarato nelle interviste riguardare tanto suoni, texture, colori e composizioni quanto più ampie preoccupazioni tematiche o impegno sociale.
Secondo l'australiano James Phillips, Denis rifiuta le convenzioni commerciali del cinema hollywoodiano e libera gli spettatori dei suoi film dalle aspettative dei cliché.
Denis combina la storia con la storia personale, conferendo ai suoi film un elemento autobiografico. Questa sovrapposizione del personale con lo storico permette ai suoi film di essere descritti come cinema d'autore. Ha lavorato in molti generi, dall'horror (Cannibal Love - Mangiata viva) al romanticismo e al dramma (Vendredi Soir). I critici hanno notato temi ricorrenti nei suoi film, ma Denis afferma di non avere una visione coerente della "traiettoria" della sua carriera.
Denis ha affermato di non essere interessata alla teoria del cinema: "Non mi interessano affatto le teorie sul cinema. Mi interessano solo le immagini, le persone e il suono... La teoria del cinema è solo una rottura di scatole." Si concentra su storie "umane", indipendentemente dall'ambientazione del film. Denis ha affermato di non mirare a provocare un cambiamento sociale radicale o a far sentire meglio lo spettatore: "Non sono così sicura che i film debbano essere fatti per lenire il dolore delle persone. Non voglio fare l'assistente sociale. Voglio condividere qualcosa che sia una visione o un sentimento." I suoi film si concentrano principalmente sui personaggi, spesso in momenti di intensa violenza ed emozione. "La rabbia fa parte del mio rapporto con il mondo", ha detto. "Sono piena di rabbia, sono piena di rimpianti, sono piena di bei ricordi, anche di ricordi poetici."
Denis ha affermato che il corpo è "centrale" nel suo lavoro e spesso usa pelle, sangue e altri fluidi corporei per simboleggiare i sentimenti dei personaggi e mettere in luce le relazioni tra loro. In Chocolat, la pelle è fotografata in modo prominente per accentuare la differenza tra la natura sottomessa e degradante del bagno forzato all'aperto del Proteè dalla pelle scura e la sfacciata sicurezza del pallido Luc, che sceglie di farlo. In Cannibal Love - Mangiata viva e High Life, i fluidi corporei sono centrali nelle storie, creando immagini viscerali e inquietanti e mettendo in risalto la "sessualità" dei film.
Denis ha diretto un'ampia varietà di film che abbracciano la maggior parte dei generi noti nella sua trentennale carriera, ma è nota per aver infranto le regole di un genere, spesso non obbedendo alle tradizionali regole di ritmo o cinematografia di generi affermati come horror, fantascienza e fantasy, concentrandosi invece sui personaggi, la loro psiche, le loro emozioni e le loro relazioni. Sebbene abbia realizzato film horror, commedie e drammi romantici, Denis non si è mai preoccupata di realizzare i film più spaventosi, divertenti o strazianti; le interessa solo raccontare la storia umana.
Denis sceglie con cura i titoli dei suoi film. Noëlle Rouxel-Cubberly sostiene che i titoli abbiano lo scopo di costringere lo spettatore a ripensare l'immaginario di un film e che Denis li usi per descrivere la cruda realtà dei suoi film. Ad esempio, il titolo di Chocolat si riferisce contemporaneamente a un termine razzista usato all'epoca del film, l'esportazione di cacao dall'Africa all'Europa attraverso un sistema schiavistico, e all'espressione francese degli anni '50 "être chocolat", che significa "essere imbrogliato".
Denis è anche nota per "girare velocemente, montare lentamente". In generale, realizza alcune riprese sul set e trascorre la maggior parte del tempo in sala di montaggio, creando il film lì. Questo processo di post-produzione spesso comporta la riorganizzazione delle scene rispetto all'ordine della sceneggiatura. Ad esempio, ha posizionato la danza in Beau Travail alla fine del film, sebbene non fosse alla fine della sceneggiatura. A proposito di questo processo, Denis ha affermato: "Sono sempre insicura quando giro un film. Ho dubbi su me stessa, ma raramente sugli attori".

## Opinioni politiche
Nel dicembre 2023, insieme ad altri 50 registi, Denis ha firmato una lettera aperta pubblicata su Libération, chiedendo un cessate il fuoco e la fine delle uccisioni di civili durante l'invasione israeliana della Striscia di Gaza del 2023, e la creazione di un corridoio umanitario verso Gaza per gli aiuti umanitari e il rilascio degli ostaggi.

## Filmografia

### Regista e sceneggiatrice

#### Lungometraggi
- Chocolat (1988)
- Man No Run – documentario (1989)
- Al diavolo la morte (S'en fout la mort) (1990)
- J'ai pas sommeil (1994)
- Nénette e Boni (Nénette et Boni) (1997)
- Beau Travail (1999)
- Cannibal Love - Mangiata viva (Trouble Every Day) (2001)
- Vendredi Soir (2003)
- L'Intrus (2004)
- Vers Mathilde – documentario (2005)
- 35 rhums (2008)
- White Material (2009)
- Les Salauds (2013)
- L'amore secondo Isabelle (Un beau soleil intérieur) (2017)
- High Life (2018)
- Incroci sentimentali (Avec amour et acharnement) (2022)
- Stars at Noon - Stelle a mezzogiorno (Stars at Noon) (2022)

#### Cortometraggi
- Pour Ushari Ahmed Mahmoud, Soudan, episodio di Contre l'oubli (1991)
- Keep It for Yourself, episodio di Figaro Story (1991)
- Nice, Very Nice, episodio di À propos de Nice, la suite (1995)
- Vers Nancy, episodio di Dieci minuti più vecchio: il violoncellista (2002)
- To the Devil (2011)
- Voilà l'enchaînement (2014) - sceneggiato da Christine Angot

#### Televisione
- US Go Home (1994) - film TV

### Attrice
- Mais où et donc Ornicar, regia di Bertrand Van Effenterre (1979)
- En avoir (ou pas), regia di Laetitia Masson (1995)
- Sciampiste & Co. (Vénus Beauté (Institut)), regia di Tonie Marshall (2000)

### Direttrice di casting
- Le Bâtard, regia di Bertrand Van Effenterre (1983)
- Sacrificio (Offret), regia di Andrej Tarkovskij (1986)

## Riconoscimenti
- Festival di Cannes
  - 2017 – Premio SACD della Quinzaine des Réalisateurs per L'amore secondo Isabelle
  - 2022 - Grand Prix Speciale della Giuria
- Locarno Film Festival
  - 1996 – Pardo d'oro per Nénette e Boni
  - 1996 – Premio della giuria ecumenica per Nénette e Boni
- Festival internazionale del cinema di Berlino
  - 2000 – Menzione speciale della giuria dei lettori del Berliner Zeitung per Beau travail
  - 2022 – Orso d'argento alla miglior regia per Avec amour et acharnement
- Premio César
  - 1989 – Candidatura alla miglior opera prima per Chocolat